# Wittelsbachové
Wittelsbachové (německy Haus Wittelsbach) jsou starý šlechtický rod německých knížat, jehož kořeny sahají do desátého století. Jejich vliv se soustřeďoval na území dnešního Německa, zejména na Rýnskou Falc (neboli Dolní Falc) a Bavorsko, kde jeho členové vládli jako vévodové a později od roku 1356 jako kurfiřti – nejprve jako falčtí kurfiřti a od roku 1623 i kurfiřti bavorští. Mezi lety 1583 až 1761 ovládali také kurfiřtství Kolínské. Roku 1806, na základě bratislavského míru (26. prosince 1805) a na znamení díků za vojenskou pomoc, povýšil francouzský císař Napoleon Bonaparte Bavorsko na království. Wittelsbachové pak v Bavorsku vládli jako králové až do roku 1918.
Rodové jméno Wittelsbachů pochází někdy z období kolem roku 1115, kdy tento šlechtický rod, jehož původní titul zněl hrabata ze Scheyern, převzal své nové jméno po hradu Witelinspach, neboli Wittelsbach (potok u lesa – Bach bei einem Wald – ve staré němčině nikoli „Wald" ale „Wittu"). Hrad se nachází nad údolím řeky Paar u Aichachu, severovýchodně od Augsburgu.
Tři z Wittelsbachů, Ludvík IV. Bavor, Ruprecht I. a Karel VII. Albrecht, dosáhli na titul císaře a krále Svaté říše římské. Další Wittelsbachy můžeme v dějinách nalézt také na některých evropských trůnech, jako krále švédské, norské, dánské, české, bavorské či řecké.
Mezi nejznámější členy rodu v nedaleké minulosti patří např. pohádkový král Ludvík II. či matka rakouského císaře Františka Josefa I. Žofie a jeho manželka Alžběta (známější jako Sissi).

## Původ

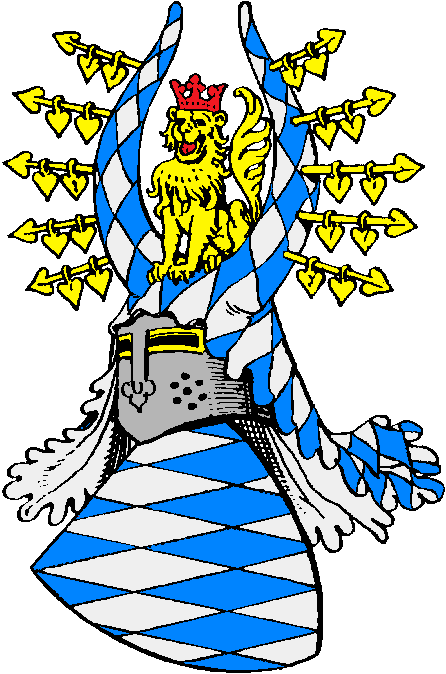
znak hrabat Bogenů, později zděděný Wittelsbachy

Původ rodu je sporný. Podle některých pověstí sahá Wittelsbašský rod až ke Karlu Velikému. Důvěryhodnější prameny spojují Wittelsbachy s markrabětem Luitpoldem Bavorským († 907), jako vedlejší rodovou linii. Podle publikované genealogie rodu vydané v Rakousku roku 1931 začíná rodinná historie zhruba před 1000 lety hrabětem Otou I. Scheyernským.

## Zakladatel Wittelsbachů
Syn Luitpolda Bavorského, Arnulf Zlý, byl v roce 919 zvolen (proti-)králem, byl však nakonec poražen Jindřichem Saským a tak se spokojil s bavorským vévodstvím.
Po Arnulfově smrti roku 937 zapůjčil tehdejší král Ota Veliký vévodství Arnulfovu bratrovi Bertoldovi. Navíc oženil svého bratra Jindřicha s Arnulfovou sestrou Juditou (Jitkou), čímž později odůvodnil bratrův nárok na bavorské vévodství. Jindřich se také po Berchtoldově smrti vévodou stal.
Arnůlfův starší syn, Eberhard, byl vypovězen roku 938 ze země. Mladší, Arnulf (II.), však mohl zůstat a stal se bavorským falckrabětem. V roce 940 nechal postavit hrad Scheyern, podle nějž se jeho potomci nazývali hrabaty ze Scheyernu. Po určitou dobu držel Bavorsko mocný panovník Jindřich Lev. Poté, co zradil císaře Fridricha I. Barbarossu, mu bylo roku 1180 na říšském sněmu Bavorsko odebráno a dědičně toto území získal Ota I. Wittelsbach, císařův důvěrník a člen jeho družiny. Rod Wittelsbachů vládl od této chvíle Bavorsku až do roku 1918.

## Hrabata ze Scheyernu, falckrabata bavorská
- Ota I. Scheyernský(1014)
- Ota II. Scheyernský († 1078)
- Eckhard I. Scheyernský († před 11. květnem 1091)
- Ota V. Scheyernský († 1156), falckrabě bavorský
- hrabě Ota VIII. Scheyernský (1117–1183; známý také jako hrabě Ota V. z Wittelsbachu nebo falckrabě Ota VI. Bavorský nebo vévoda Ota I. Bavorský)

## Vévodové bavorští
- 1180–1183: Ota I. (1117–1183)
- 1183–1231: Ludvík I. (1174–1231), syn Oty I.
- 1231–1253: Ota II. (1206–1253), syn Ludvíka I.

## Wittelsbachové v Dolním Bavorsku (1253–1340) a Uhrách (1305–1308)
- 1253–1290: Jindřich XIII. = Jindřich I. Dolnobavorský (1235–1290)
- 1290–1312: Ota III. (1261–1312), 1305–1308 uherský král jako Béla V.
  - od cca 1305–1310: společně s bratrem Štěpánem I.
  - 1310–1312: s Otou IV. a Jindřichem XIV. (syn Štefana I.)
- 1312–1339: společně: Jindřich XIV., Ota IV. a Jindřich XV. (syn Oty III.)
- 1339–1340: Jan I. (syn Jindřicha XIV.)

## Horní Bavorsko a Horní Falc (1253–1294)
- 1253–1294: Ludvík II. Krutý (1229–1294)

## Horní Bavorsko (1294–1340)
- 1294–1347: Ludvík IV. Bavor (1283–1347), od roku 1314 římsko-německý král, od 1328 císař Svaté říše římské

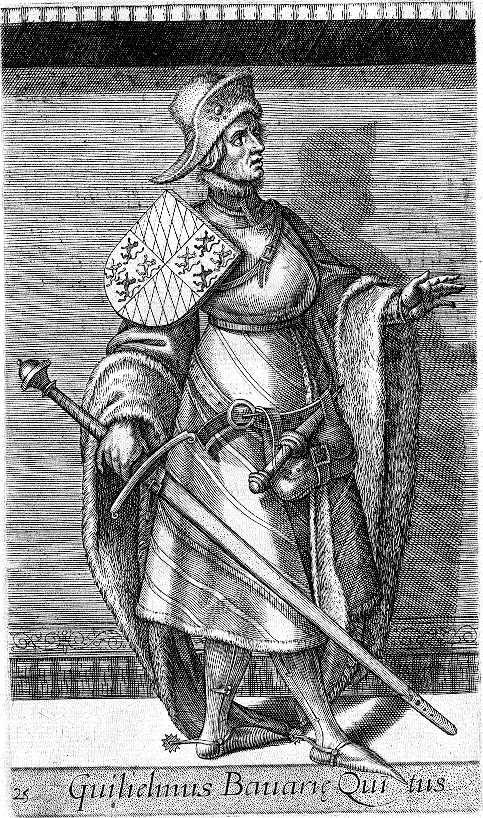
Vilém I.

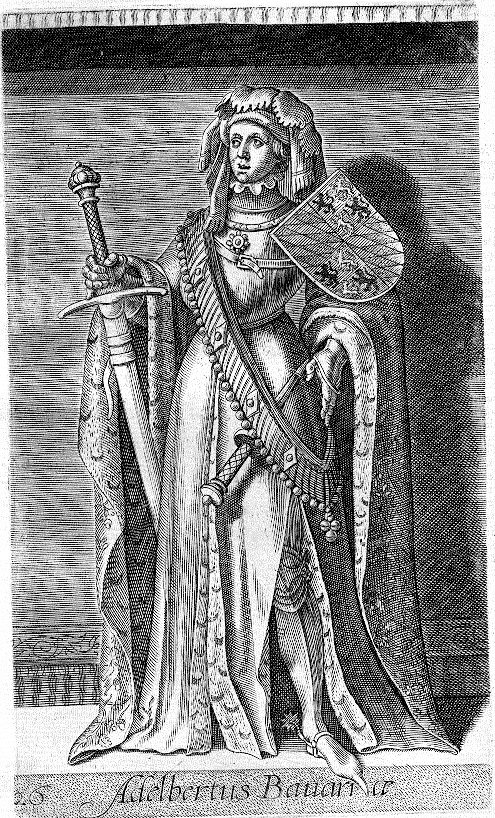
Albrecht I.

## Bavorsko (1340–1351)
- 1340–1347: Ludvík IV. Bavor
- 1347–1351: vláda šesti synů císaře Ludvíka – Ludvík V. Bavorský, Štěpán II. Bavorský, Ludvík VI. Francouzský, Vilém I., Albrecht I. a Ota V. – pak byla území rozdělena na Horní Bavorsko-Tyrolsko, Braniborsko, Dolní Bavorsko-Landshot a Bavorsko-Holandsko-Hennegau

## Straubing-Holandsko (1351–1425)
- 1347–1388 Vilém I., vládl také jako hrabě holandský, seelandský a hennegauský
- 1347–1404 Albrecht I. a Albrecht II. Wittelsbach † 1397, hrabě holandský, seelandský a hennegauský
- 1404–1417 Vilém II., hrabě holandský, seelandský a hennegauský
- 1404–1425 Jan III., hrabě holandský, seelandský a hennegauský, po něm byl Straubing rozdělen mezi ostatní rodové linie (Mnichovskou, Landshutskou a Ingolstadtskou)

## Horní Bavorsko-Tyrolsko a Braniborsko (1351–1363/1373)
- 1347–1361 Ludvík V., od roku 1342 také hrabě tyrolský a v letech 1322–1351 markrabě braniborský
- 1347–1350 Ludvík VI., v letech 1351–1365 markrabě a kurfiřt braniborský
- 1347–1350 Ota V., zvaný Prchlivý, 1351/1365–1373 markrabě a kurfiřt braniborský
- 1361–1363 Meinhard, také hrabě tyrolský jako Meinhard III., po jeho smrti připadla území Štěpánovi II.

## Dolní Bavorsko-Landshut (1351–1392)
- 1347–1375 Štěpán II.

V roce 1392 byla území rozdělena třemi syny Štěpána II. na Bavorsko-Mnichov, Bavorsko-Landshut a Bavorsko-Ingolstadt

## Bavorsko-Ingolstadt (1392–1447)
- 1375–1413 Štěpán III.
- 1413–1443 Ludvík VII., zvaný Vousatý
- 1443–1445 Ludvík VIII., od roku 1447 vévoda bavorsko-landshutský

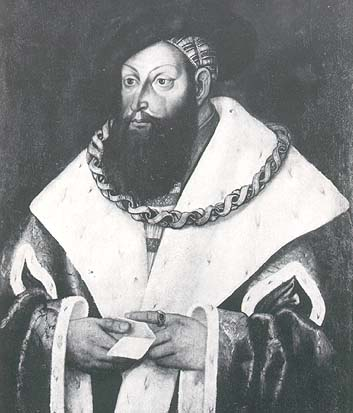
Jiří Bavorský

## Bavorsko-Landshut (1392–1503)
- 1375–1393 Bedřich, zvaný Bohatý
- 1393–1450 Jindřich XVI., zvaný Bohatý
- 1450–1479 Ludvík IX., zvaný Bohatý
- 1479–1503 Jiří, zvaný Bohatý , od roku 1503 vévoda bavorsko-mnichovský.

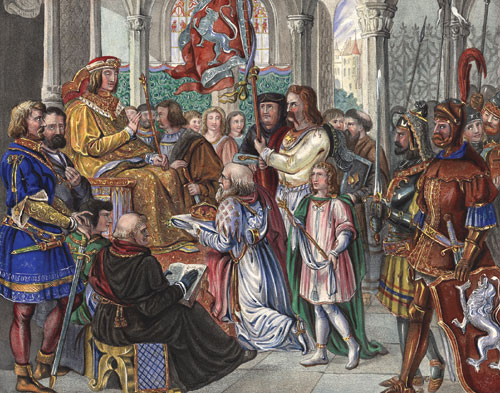
Albrecht III. odmítá českou korunu, historická malba Jana Jiřího Hiltensperger (okolo 1825)

## Bavorsko-Mnichov (1392–1503)
- 1375–1397 Jan II.
- 1397–1438 Arnošt
- 1397–1435 Vilém III.
- 1435–1441 Adolf, zvaný Spravedlivý
- 1438–1460 Albrecht III., zvaný Zbožný
- 1460–1463 Jan IV.
- 1463–1467 Zikmund, vévoda bavorsko-dachauský
- 1465–1508 Albrecht IV., zvaný Moudrý, spojil všechny bavorské rodové linie v roce 1503

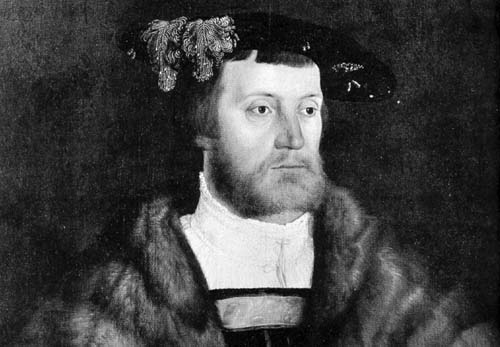
Vilém IV. Bavorský

## Bavorsko (1503–1623)
- 1503–1508 Albrecht IV., zvaný Moudrý
- 1508–1550 Vilém IV.
- 1508–1545 Ludvík X. z Landshutu
- 1550–1579 Albrecht V.
- 1579–1598 Vilém V., zvaný Zbožný
- 1598–1651 Maxmilián I., od roku 1597 spoluvládce svého otce Viléma; díky zisku Falce se stal prvním bavorským kurfiřtem

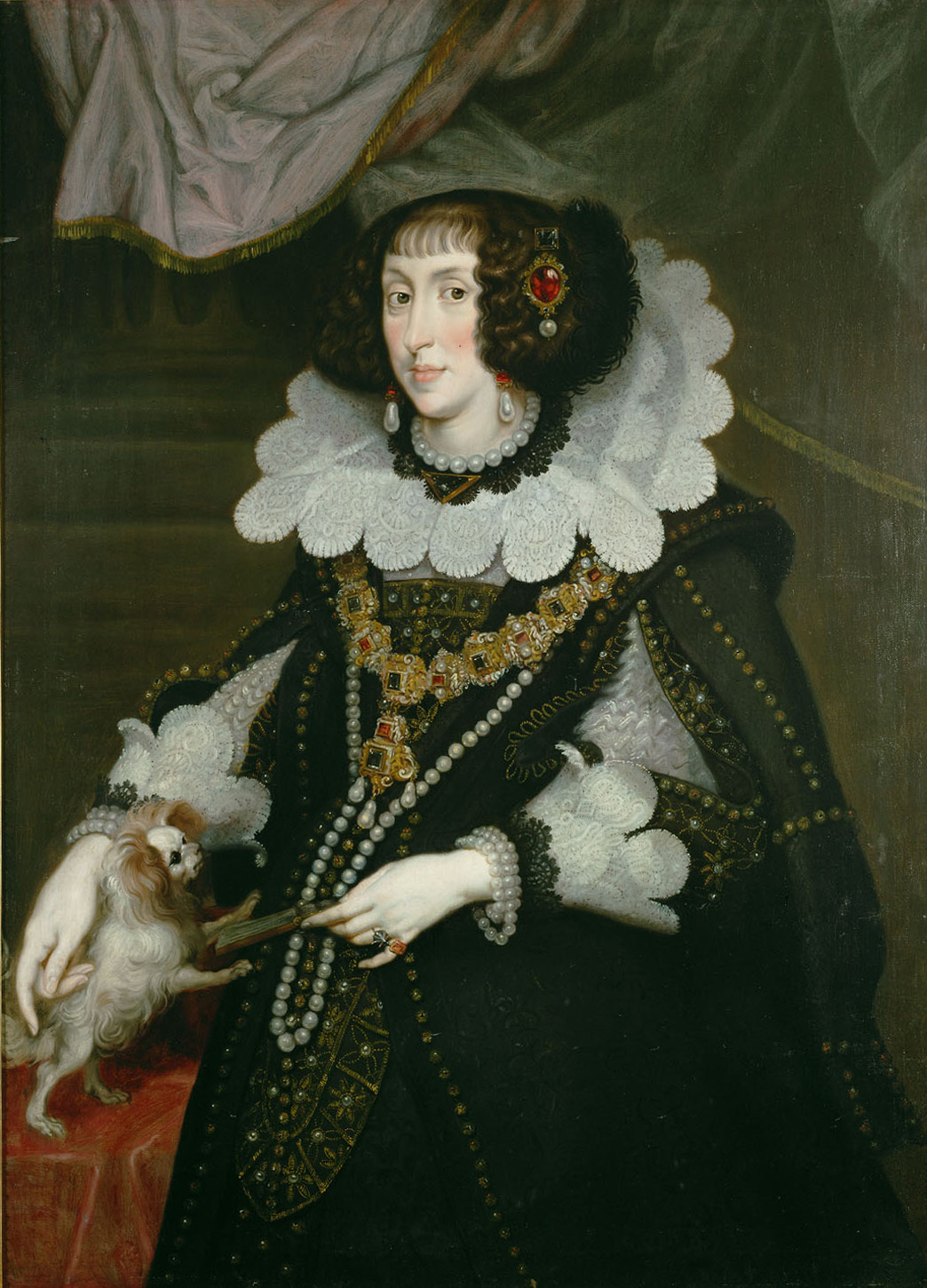
Marie Anna Habsburská

## Bavorští kurfiřti (1623–1777)
Dne 25. února 1623 obdržel vévoda Maxmilián I. Falcké kurfiřtství.
- 1623–1651 Maxmilián I., od roku 1597 bavorský vévoda a od roku 1623 falcký kurfiřt.
- 1651–1679 Ferdinand Maria, v prvních letech vlády byla jeho poručnicí matka Marie Anna Habsburská (dcera císaře Ferdinanda II.).
- 1679–1726 Maxmilián II. Emanuel, generální místodržitel Nizozemí (1692–1706) a lucemburský vévoda (1712–1714)
- 1726–1745 Karel Albrecht, v letech 1742 až 1745 byl císařem Svaté říše římské, jako Karel VII.
- 1745–1777 Maxmilián III. Josef

Bavorská linie Wittelsbachů vymřela roku 1777 a dědictví přešlo na Karla Teodora z linie Falcko-Sulzbach, který už vládl jako falcký kurfiřt. Po smrti Karla Teodora roku 1799 nabyli Falcké kurfiřtství vévodové Zweibrückenští.

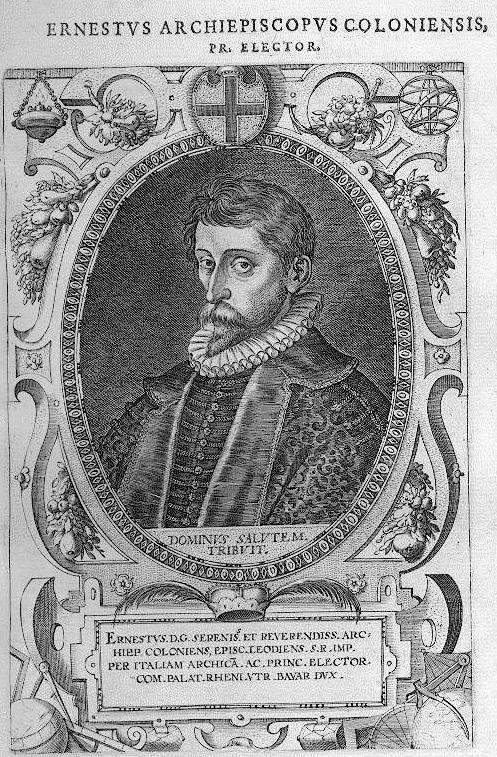
Arnošt Bavorský

## Kolínští kurfiřti (1583–1761)
Od roku 1583 do roku 1761 obsadili bavorští Wittelsbachové Kolínské kurfiřtství (arcibiskupství) a další početná biskupství.

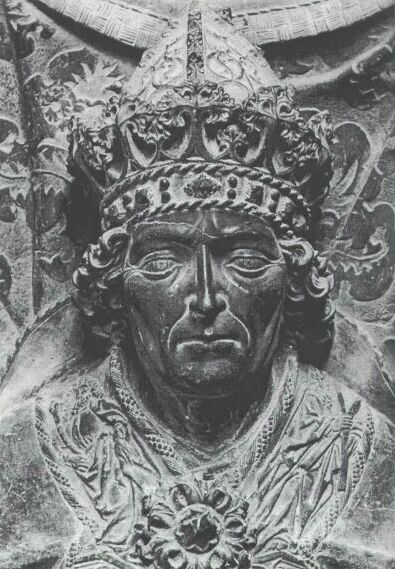
Ludvík IV. Bavor

- 1583–1612 Arnošt
- 1612–1650 Ferdinand
- 1650–1688 Maxmilián Jindřich
- 1688–1723 Josef Klement
- 1723–1761 Klement August I.

## Římsko-němečtí králové a císaři
- 1314–1347: Ludvík IV. Bavor
- 1400–1410: Ruprecht I.
- 1742–1745: Karel VII. Bavorský

## Horní Falc (1294–1356)
- 1294–1317: Rudolf I. (1274–1319), rýnský falckrabě
- 1317–1327: Adolf I. (1300–1327), rýnský falckrabě
- 1329–1353: Rudolf II. Slepý (1306–1353), rýnský falckrabě
- 1353–1390: Ruprecht I., rýnský falckrabě a falcký kurfiřt

První falckrabě Rudolf I. se roku 1317 zřekl samostatnosti Falcka ve prospěch svého bratra císaře Ludvíka IV. Jeho syn Rudolf II. Slepý získal dědičné země zpět roku 1329. Zlatou bulou císaře Karla IV. obdrželi roku 1356 Rýnská falckrabata od Karla IV. kurfiřtství.

## Kurfiřtství falcké (1356–1777) + království Dánské, Švédské, Norské (1440–1448) a České (1619–1620)

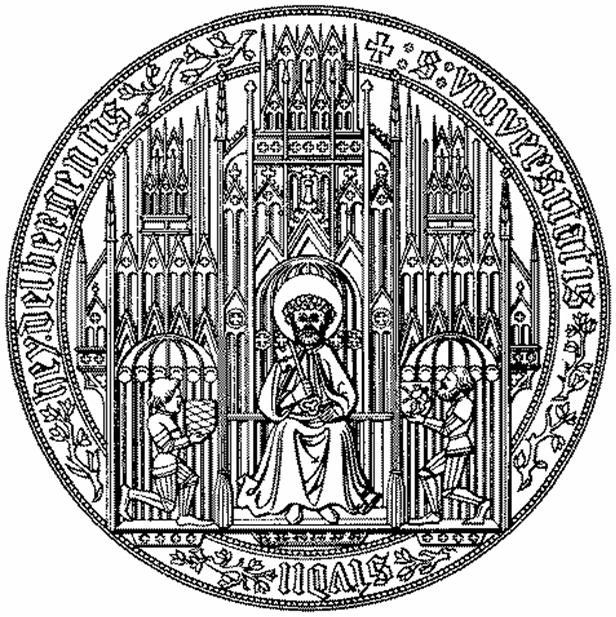
Pečeť univerzity

Falcká linie Wittelsbachů obdržela roku 1356 kurfiřtství.
Roku 1386 založil kurfiřt Ruprecht I. v Heidelbergu třetí německou univerzitu – Univerzita Ruprechta Karla.
Ruprecht III. Falcký byl sice říšskými kurfiřty zvolen římským králem (1400–1410), ale volbu uznávala pouze část říše.
Po jeho smrti byla falcká linie rodu rozdělena na čtyři rodové linie – kurfiřtství falcké (Heidelberská linie), Falc-Neumarkt (vymřela 1443), Falc-Simmern a Falc-Mosbach-Neumarkt (vymřela 1499).
Z linie Falcko-Neumarktské pocházel Kryštof III. (1440–1448), král dánský, švédský a norský. Heidelberská linie vymřela roku 1559 Otou Jindřichem.
Kurfiřt Fridrich V. Falcký byl roku 1619 zvolen králem českým, korunu však ztratil po porážce na Bílé hoře a prchl do Holandska.
Falcké kurfiřtství bylo roku 1623 přeneseno do Bavorska a roku 1648 byla vytvořena dvě nová kurfiřtství, tím se kurfiřtství ve Falcku zachovalo.
Linie Pfalz-Simmern vymřela roku 1685 Karlem II., po které nastoupila linie Pfalz-Neuburg, která se roku 1569 oddělila od linie Zweibrükenské a roku 1614 získala vévodství Jülich a Berg; tu pak od roku 1614 následovala samostatná linie Falc-Sulzbach.

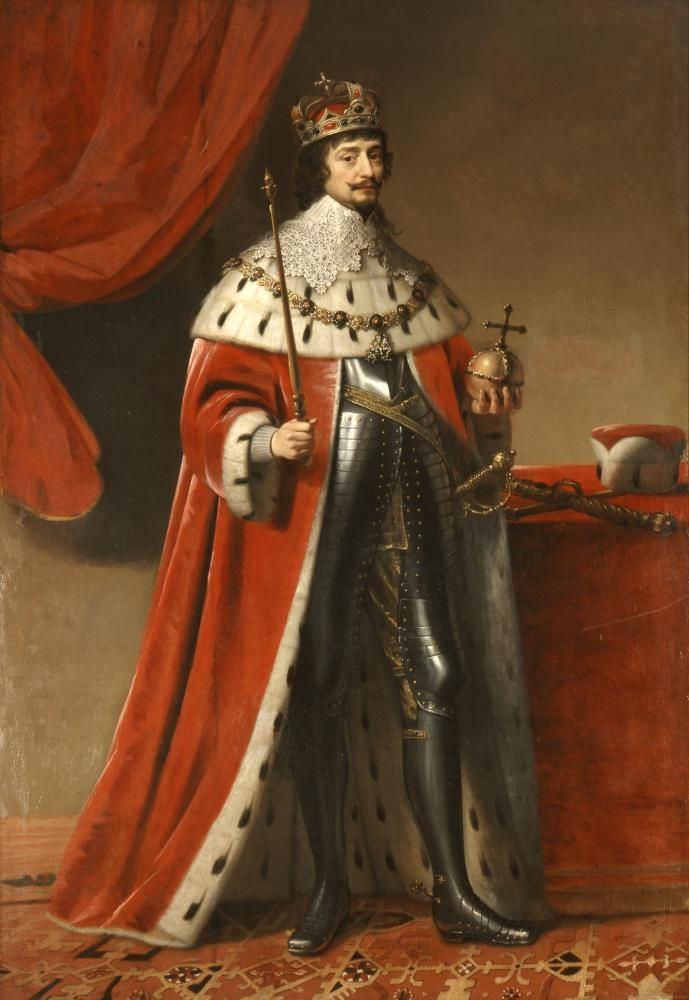
Fridrich V. Falcký, známý jako Zimní král

- Ruprecht I., falcký kurfiřt 1353/54–1390
- Ruprecht II., falcký kurfiřt 1390–1398
- Ruprecht III., falcký kurfiřt 1398–1410, 1400–1410 římský král
- Ludvík III., falcký kurfiřt 1410–1436
- Ludvík IV., falcký kurfiřt 1436–1449
- Fridrich I., falcký kurfiřt 1452–1476
- Filip Falcký zvaný upřímný, falcký kurfiřt 1476–1508
- Ludvík V., falcký kurfiřt 1508–1544
- Fridrich II. Falcký, falcký kurfiřt 1544–1556
- Ota Jindřich, falcký kurfiřt 1556–1559
- Fridrich III., falcký kurfiřt 1559–1576
- Ludvík VI., falcký kurfiřt 1576–1583
- Fridrich IV., falcký kurfiřt 1583–1610
- Fridrich V., falcký kurfiřt 1610–1632

Mezi lety 1623 a 1649 ztratila Falc kurfiřtství ve prospěch bavorského vévody Maxmiliána I. Bavorského.
- Karel I. Ludvík, falcký kurfiřt 1649–1680
- Karel II., falcký kurfiřt 1680–1685
- Filip Vilém, falcký kurfiřt 1685–1690
- Jan Vilém, falcký kurfiřt 1690–1716
- Karel III. Filip, falcký kurfiřt 1716–1742
- Karel IV. Filip Teodor, falcký kurfiřt 1743–1777, 1777–1799 po vymření bavorských Wittelsbachů také kurfiřt bavorský.

## Švédští králové (1654–1720)

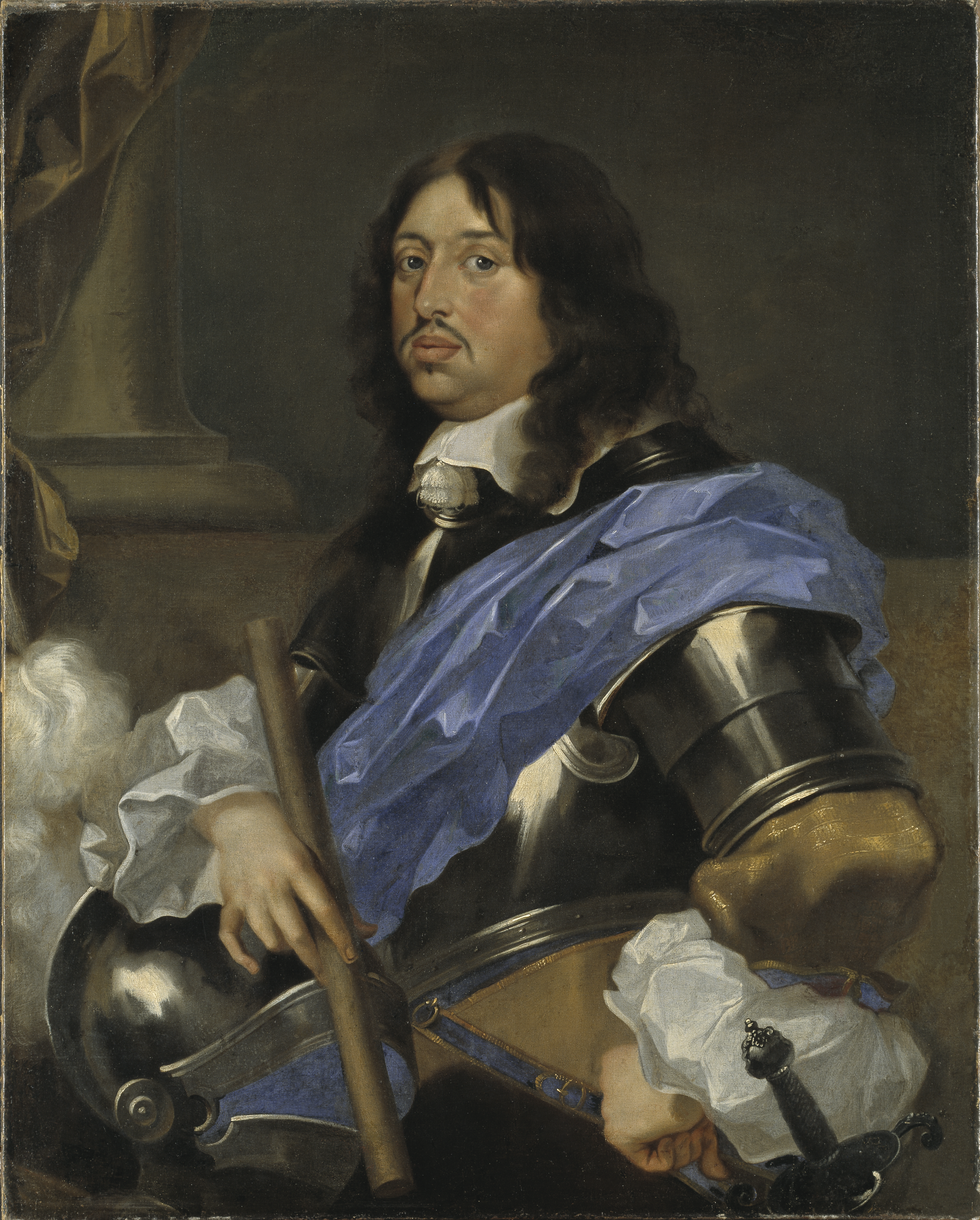
Karel X. Gustav

Po smrti krále Ruprechta roku 1410 vznikla linie Simmern-Zweibrücken, která se roku 1444 rozdělila na linii Simmern-Sponheim a Zweibrücken-Veldenz. Díky linii Falc-Zweibrücken-Kleeburg získali Wittelsbachové opět švédský trůn (1654–1720).
- 1654–1660: Karel X. Gustav
- 1660–1697: Karel XI.
- 1697–1718: Karel XII.
- 1718–1720: Ulrika Eleonora

## Vévodové z Zweibrückenu (1410–1797)
Posledním vévodou z Zweibrückenu byl v roce 1795 Maxmilián Josef, vévoda bez vévodství, protože francouzské revoluční vojsko vévodství obsadilo. Roku 1799 nastoupil v Mnichové Maxmilián Josef jako kurfiřt.

## Kurfiřti Falcko-Bavorští (1777–1806)
- 1777–1799: Karel II. (IV.) Teodor
- 1799–1825: Maxmilián IV.

## Bavorští králové (1806–1918)
Po vymření linie Falc-Sulzbach roku 1799 se následníkem Karla IV. Teodora stal Maxmilián IV. (Falc-Zweibrücken-Birkenfeld-Bischweiler). Roku 1806 se Bavorské kurfiřtství stalo královstvím a Wittelsbachové vládli až do roku 1918. K bavorské královské linii patří:
- Maxmilián I. Josef (1806–1825)
- Ludvík I. (1825–1848)
- Maxmilián II. (1848–1864)
- Ludvík II. (1864–1886)
- Otto I. Bavorský (1886–1916)
  - princ regent Luitpold (1886–1912), za Ludvíka II. a Otu I.
  - princ regent Ludvík (1912–1913), od roku 1913 jako král Ludvík III.
- Ludvík III. (1913–1918), po abdikaci v roce 1918 rodina emigrovala

Z královského bavorského rodu Wittelsbachů pocházela také matka rakouského císaře Františka Josefa I. Žofie Bavorská, dcera krále Maxmiliána I. Josefa. Vedlejší linie Birkenfeld-Gelnhausen byla roku 1799 přejmenována na vévody v Bavorsku (in Bayern), z této linie pocházela rakouská císařovna Alžběta Bavorská (Sisi).

Galerie
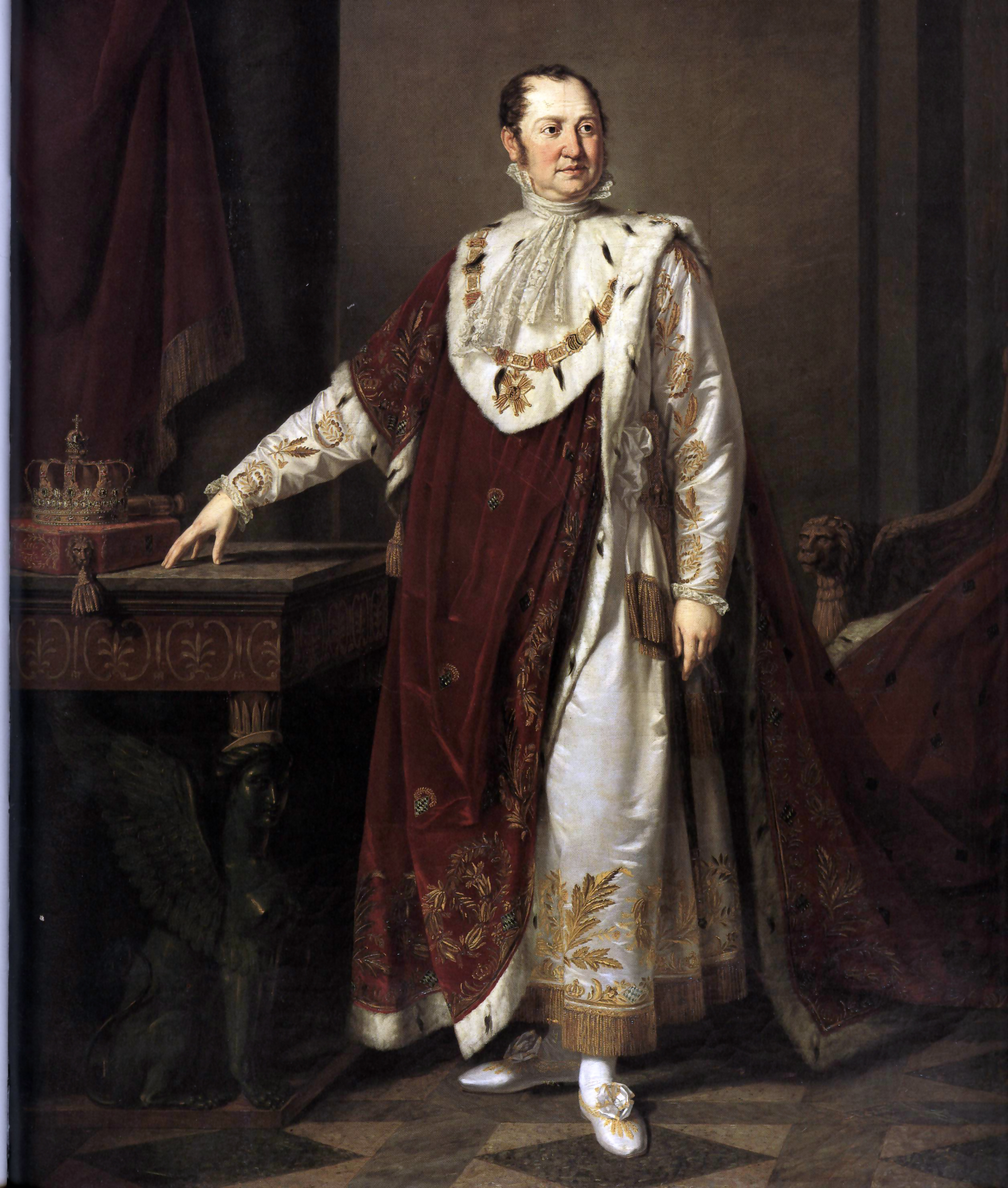
Maxmilián I. Josef
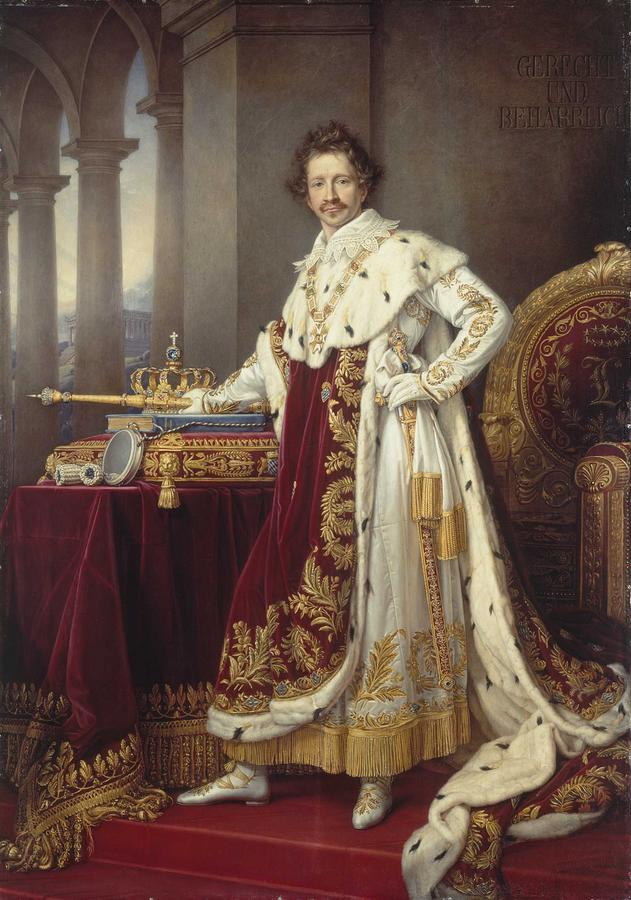
Ludvík I.
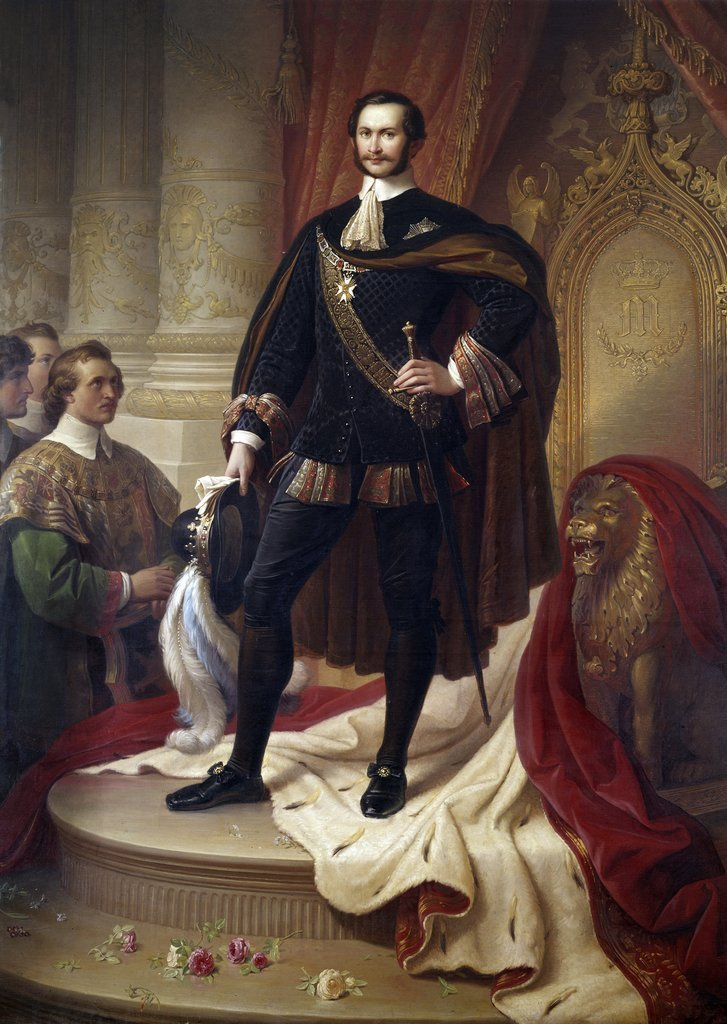
Maxmilián II.
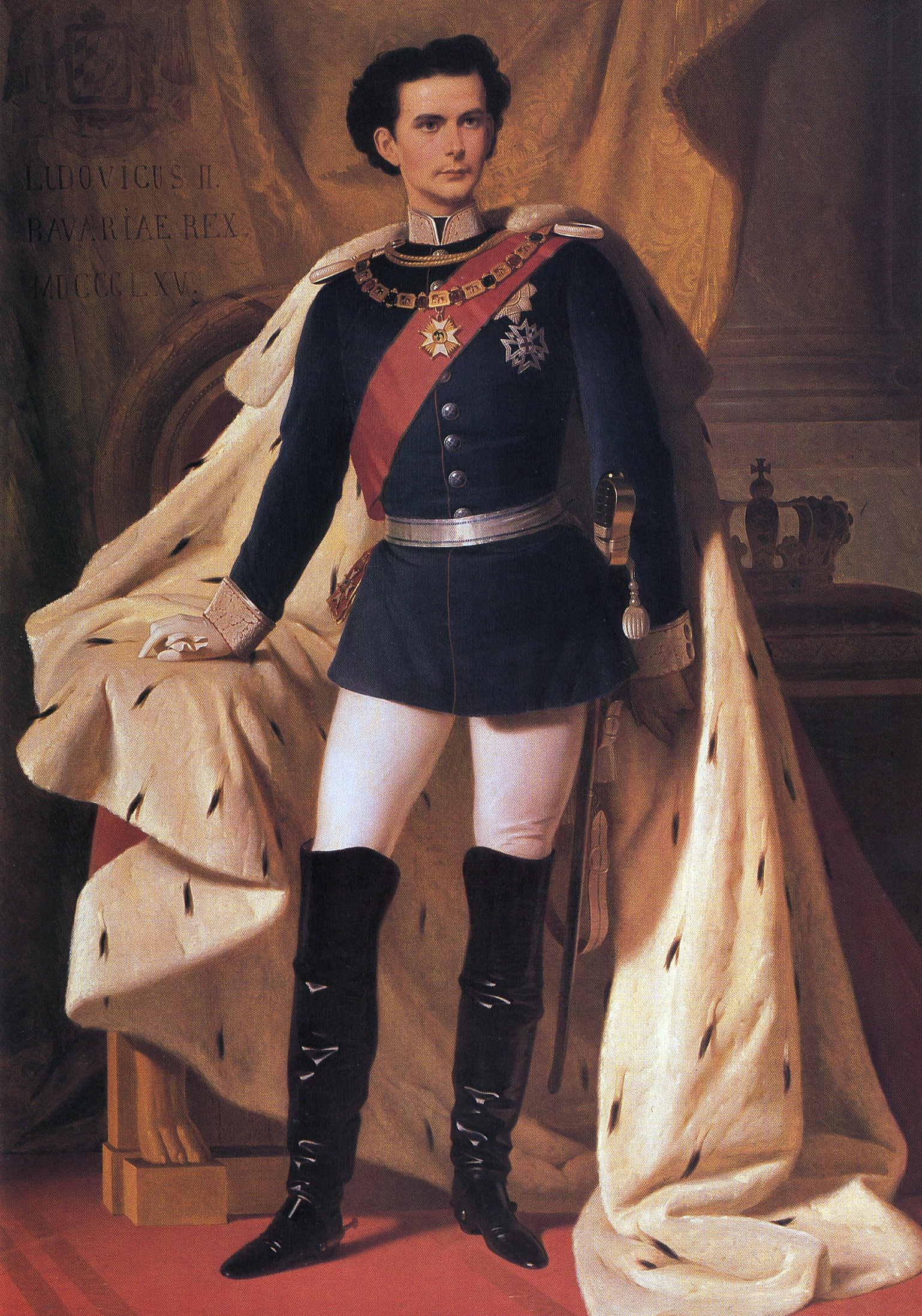
Ludvík II.
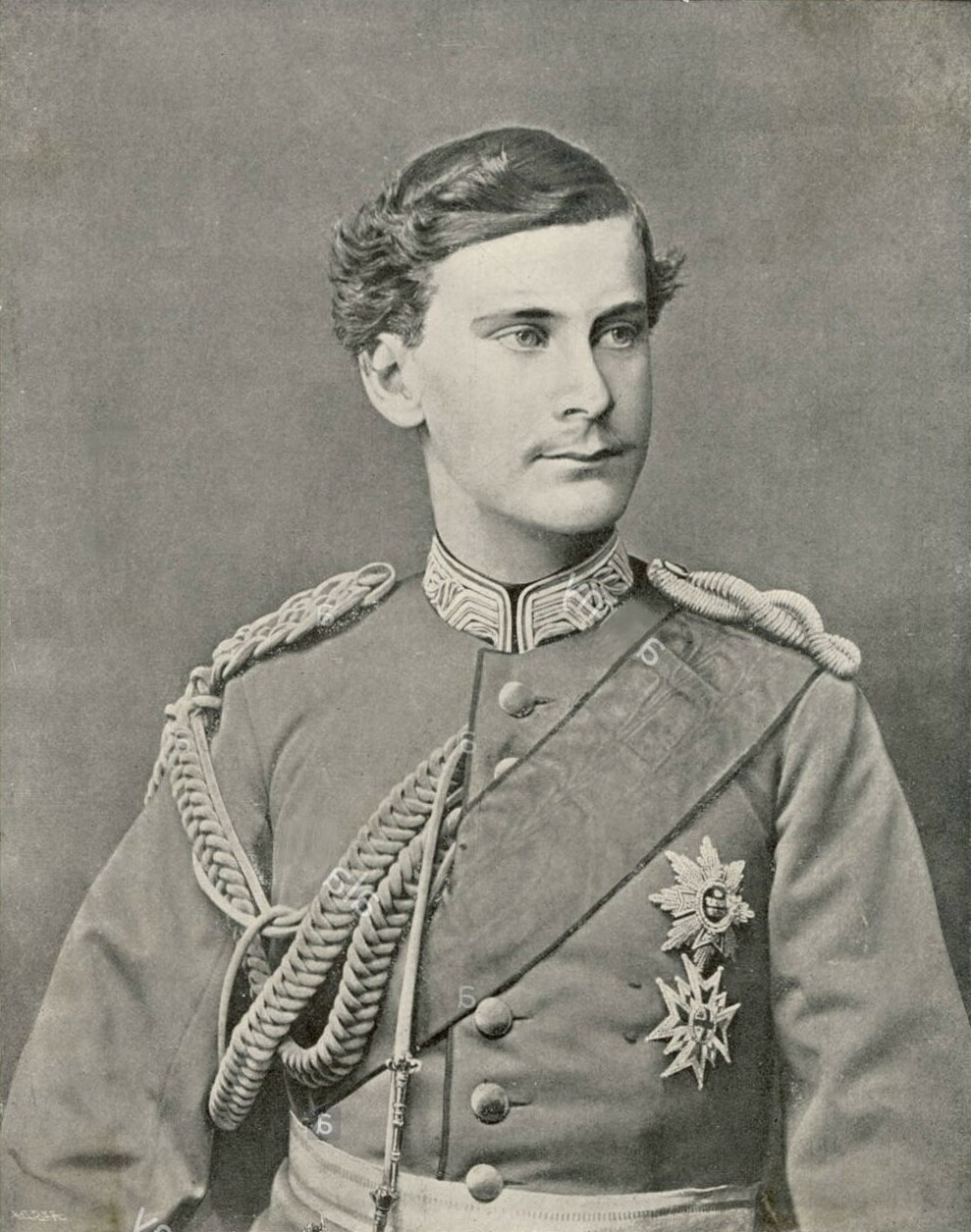
Otto
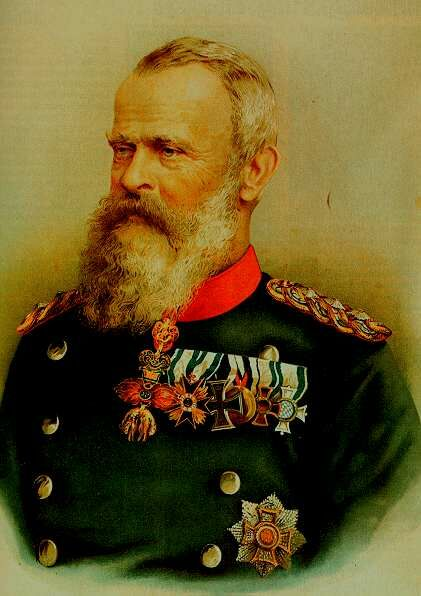
princ regent Luitpold
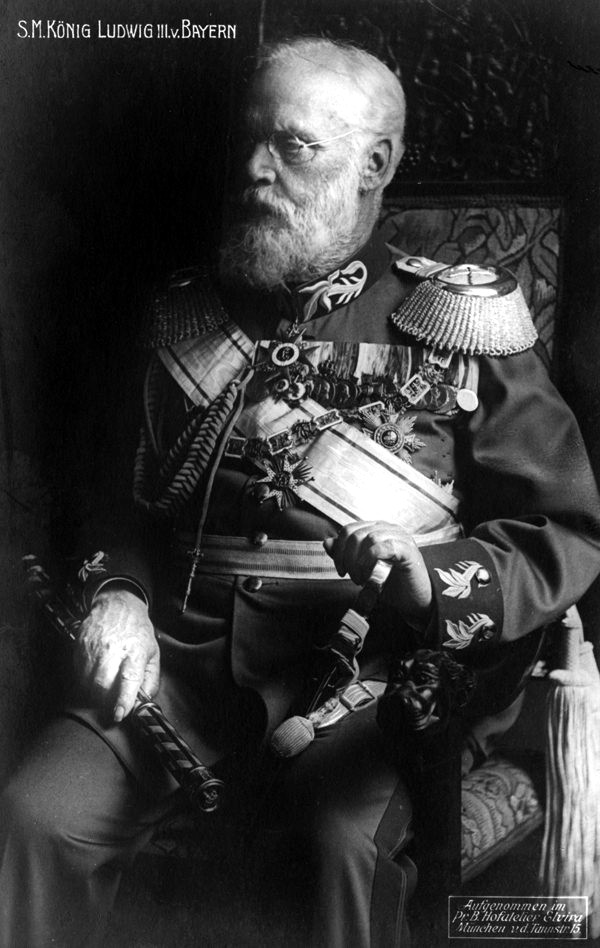
Ludvík III.

## Řecký král (1832–1862)
- Ota I. (1832–1862) (abdikoval po povstání)

## Hlavy rodu po roce 1918
- Ludvík III. Bavorský (1918–1921)
- Ruprecht Bavorský (1921–1955)
- Albrecht Bavorský (1955–1996)
- František Bavorský (od 1996), také hlava domu Stuartovců